# Palmarés da Matrix-Powertag
A equipa ciclista profissional japonêsa Matrix-Powertag tem tido, durante toda a sua história, as seguintes vitórias:

## Matrix-Powertag

### 2006
Não têm conseguido vitórias profissionais.

### 2007

#### Circuitos Continentais UCI
| Datas          | Corridas                   | País                           | Ganhador        |
| 17 de dezembro | UCI Asia Tour de 2006-2007 | 2.ª etapa do Tour de Tailândia | Masahiko Mifune |

### 2008
Não têm conseguido vitórias profissionais.

### 2009
Não têm conseguido vitórias profissionais.

### 2010
Não têm conseguido vitórias profissionais.

### 2011

#### Circuitos Continentais UCI
| Datas          | Corridas                   | País                          | Ganhador           |
| 11 de setembro | UCI Asia Tour de 2010-2011 | 2.ª etapa do Tour de Hokkaido | Takahiro Yamashita |

### 2012

#### Circuitos Continentais UCI
| Datas      | Corridas                     | País                            | Ganhador        |
| 10 de maio | UCI Europe Tour de 2011-2012 | 1.ª etapa do Tour de Malopolska | Mariusz Wiesiak |

### 2013
Não têm conseguido vitórias profissionais.

### 2014

#### Circuitos Continentais UCI
| Datas      | Circuito                   | Corridas                       | Ganhador       |
| 5 de abril | UCI Asia Tour de 2013-2014 | 5.ª etapa do Tour da Tailândia | Sebastián Mora |

### 2015

#### Circuitos Continentais UCI
| Datas      | Circuito              | Corridas                             | Ganhador        |
| 7 de maio  | UCI Asia Tour de 2015 | 2.ª etapa do Tour de Banyuwangi Ijen | Benjamin Prades |
| 21 de maio | UCI Asia Tour de 2015 | 4.ª etapa do Volta ao Japão          | Benjamin Prades |
| 30 de maio | UCI Asia Tour de 2015 | 2.ª etapa do Tour de Kumano          | Benjamin Prades |
| 31 de maio | UCI Asia Tour de 2015 | Tour de Kumano                       | Benjamin Prades |

### 2016
Não têm conseguido vitórias profissionais.

### 2017

#### Circuitos Continentais UCI
| Datas          | Circuito              | Corridas        | Ganhador             |
| 4 de junho     | UCI Asia Tour de 2017 | Tour de Kumano  | José Vicente Toribio |
| 12 de novembro | UCI Asia Tour de 2018 | Tour de Okinawa | Junya Sano           |

### 2018

#### Circuitos Continentais UCI
| Datas      | Circuito              | Corridas                    | Ganhador   |
| 3 de junho | UCI Asia Tour de 2018 | 3.ª etapa do Tour de Kumano | Junya Sano |